# Dorothy Sebastian
Dorothy Sebastian (nascida Stella Dorothy Sabiston ; 26 de abril de 1903 – 8 de abril de 1957) foi uma atriz americana de cinema e teatro.

## Primeiros anos
Sebastian nasceu e foi criada em Birmingham, Alabama, filha de Lycurgus Robert e Stella Armstrong Sabiston. Um artigo no site da Associação Nacional de Antigos Alunos da Universidade do Alabama observou: "A maioria dos registros indica que ela nasceu Stella Dorothy Sabiston (ela mudou a grafia de seu sobrenome depois que saiu de casa). . . "
Na juventude ela aspirava ser dançarina e atriz de cinema. Sua família não aprovou nenhuma das duas ambições, no entanto, ela foi para Nova York aos 15 anos.

## Carreira
Seu primeiro contato em Hollywood foi Robert Kane, que lhe ofereceu um teste na United Studios. Ela atuou em "George White´s Scandals" e em seguida co-estrelou com Joan Crawford e Anita Page em uma série popular de dramas românticos da MGM, incluindo "Our Dancing Doughters" (1928) e "Our Blushing Brides" (1930). Sebastian também atuou em "Spite Marriage" (1929), quando foi escalada ao lado de seu então amante  Buster Keaton .
Em meados da década de 1930, Sebastian estava semi-aposentada depois de se casar com a estrela de "Hopalong Cassidy" , William Boyd . Após o divórcio em 1936, volou a atuar, principalmente em pequenos papéis. Sua última aparição nas telas foi no filme de 1948, "The Miracle of the Bells".

## Vida pessoal
Sebastian se casou com o ator William Boyd em dezembro de 1930 em Las Vegas, Nevada . Divorciaram-se em 1936.
Em 1947, Sebastian se casou com o empresário de Miami Beach, Harold Shapiro, com quem permaneceu casada até a sua morte.

## Morte
Em 8 de abril de 1957, Sebastian morreu de câncer na "Motion Picture & Television Country House and Hospital" em  Woodland Hills, Califórnia . Ela foi enterrada no cemitério de Holy Cross, em Culver City, Califórnia .

## Legado
Por sua contribuição à indústria cinematográfica,  Dorothy Sebastian tem uma estrela na Calçada da Fama de Hollywood, em 5 Hollywood Boulevard 665 .

## Filmografia selecionada
| Ano  | Título                        | Papel                       | Notas                                |
| ---- | ----------------------------- | --------------------------- | ------------------------------------ |
| 1925 |                               | Polly Freeman               | Filme perdido                        |
| 1925 | "Why Women Love"              | Pérola                      | Filme perdido                        |
| 1926 | "You´d Be Surprised           | Ruth Whitman                |                                      |
| 1927 | "On Ze Boulevard"             | Gaby de Sylva               |                                      |
| 1927 | "The Isle of Forgotten Women" | Marua                       |                                      |
| 1928 | "A Woman of Affairs"          | Constança                   |                                      |
| 1928 | "The House of Scandal"        | Ann Rourke                  |                                      |
| 1929 | Spite Marriage                | Trilby Drew                 |                                      |
| 1929 | "The Rainbow"                 | Lola                        |                                      |
| 1929 | "The Unholy Night"            | Lady Efra Cavender          | Título alternativo: "The Green Gost" |
| 1930 | "Montana Moon"                | Elizabeth "Lizzie" Prescott |                                      |
| 1930 | "Hell´s Island"               | Marie                       |                                      |
| 1930 | "The Rounder                  | Ethel Dalton                | Curta MGM, estrelado por Jack Benny. |
| 1930 | "Ladies Must Die"             | Norma Blake                 |                                      |
| 1931 | "The Deceiver"                | Ina Fontanne                |                                      |
| 1932 | "They Never Come Back"        | Adele Landon                |                                      |
| 1933 | "Ship of Wanted Men"          | Irene Reynolds              |                                      |
| 1934 | "The Life of Vergie Winters"  | Lulu                        |                                      |
| 1937 | "The Mysterious Pilot"        | Jean McNain                 |                                      |
| 1939 | "The Arizona Kid"             | Bess Warren                 |                                      |
| 1941 | "Kansas Cyclone"              | Helen King                  |                                      |
| 1942 | "True to the Army"            | Gloria                      | Não creditado                        |
| 1948 | The Miracle of the Bells"     | Senhorita Katie Orwin       | Não creditado                        |